# Marcel Bogos
Marcel Bogos (n. 28 august 1926, Tecuci – d. 2004, București) a fost un arhitect și scenograf de teatru și film. A realizat decorurile pentru filme de referință ale cinematografiei românești precum Codin (1963), Străinul (1964), Serbările galante (1965), Răscoala (1966), Răpirea fecioarelor (1968), Răzbunarea haiducilor (1968), Baltagul (1969), Castelul condamnaților (1970), Atunci i-am condamnat pe toți la moarte (1972), Ultimul cartuș (1973), Un comisar acuză (1974), Toate pînzele sus (serial TV, 1977), Revanșa (1978), Blestemul pămîntului – Blestemul iubirii (1980), Capcana mercenarilor (1981), Pe malul stîng al Dunării albastre (1983), Horea (1984) și Figuranții (1987).

## Biografie
S-a născut la 28 august 1926, în orașul Tecuci. A absolvit Institutul de Arhitectură din București în 1955, obținând diploma de arhitect.
Marcel Bogos a lucrat ca scenograf de teatru și film, debutând în cinematografie cu decorurile filmului Secretul cifrului (1959) regizat de Lucian Bratu, ca asistent al lui Ștefan Marițan. Colaborează cu mari regizori ai epocii: cu Ion Popescu-Gopo în Pași spre lună (1964) și Comedie fantastică (1975), cu Dinu Cocea în Răpirea fecioarelor (1968) și Răzbunarea haiducilor (1968), cu Sergiu Nicolaescu în Atunci i-am condamnat pe toți la moarte (1972), Ultimul cartuș (1973), Un comisar acuză (1974), Omul de aur (1977), Revanșa (1978) și Capcana mercenarilor (1981) sau cu Mircea Mureșan în Răscoala (1966), Baltagul (1969), Asediul (1971), Blestemul pămîntului – Blestemul iubirii (1980), Horea (1984) și Maria și marea (1989). A devenit membru al Asociației Cineaștilor din România (ACIN) la 30 decembrie 1963.
Scenograful obișnuia să se plimbe prin întreaga țară pentru a găsi cele mai potrivite locuri de filmare, el fiind o sursă bogată de informații la care apelau mai târziu scenografii mai tineri. El a realizat decoruri de o mare inventivitate care au recreat atmosfera din Transilvania de la sfârșitul secolului al XVIII-lea în filmul Horea (1984) sau Bucureștiul interbelic din filmele lui Sergiu Nicolaescu: Ultimul cartuș (1973), Un comisar acuză (1974) și Revanșa (1978), ambianța aristocratică din Răscoala (1966), ulițele sordide ale Brăilei interbelice în Codin (1963), orășelul transilvănean de graniță în anii de început ai regimului comunist în Străinul (1964). Scenograful Marcel Bogos a obținut trei premii pentru scenografie ale Asociației Cineaștilor din România (ACIN): în 1974, în 1984 și în 1987.
Marcel Bogos a fost căsătorit cu asistenta sa, Rodica Savin. El a murit în anul 2004.
Profesoara Elena Saulea, care i-a dedicat un capitol în volumul Maeștri scenografi ai filmului românesc: cinci scenografi la rampă (Ed. Reu Studio, București, 2009), îl considera pe Marcel Bogos un „creator prolific și consecvent cu soluțiile pe care le drămuiește cu circumspecție și migăloasă solicitare”.
Arhitectul Dodu Bălășoiu, profesor universitar de scenografie la UNATC, îi făcea următoarea caracterizare: „Marcel Bogos avea mult din talentul și inventivitatea spontană a lui Liviu Popa și foarte mult din rigoarea draconică a lui Giulio Tincu. A fost de aceea și scenograful cel mai des solicitat [...] Într-o cinematografie dominată de egolatrie, a fost unul dintre foarte puținii artiști care s-au simțit moralmente datori să creeze o școală. Marcel Bogos a creat o școală de scenografie. Mulți dintre cei care au reușit să se impună în această profesie au trecut prin atelierul lui: Ștefan Antonescu, Radu Călinescu, Virgil Moise, Marga Moldovan, Lucian Nicolau, Mihai Ionescu, Lari Ionescu, Doina Repanovici, Mircea Onișorul. Cred că aproape toți debutanții de până la 1990 au ucenicit „la Bogos”. Se spunea că oricine ar vrea să facă scenografie de film, ar trebui să treacă pe „la Bogos”.”.

## Filmografie

### Scenograf
- Secretul cifrului (1959) - în colaborare cu Ștefan Marițan și Edith Bercovici
- Mîndrie (1961) - în colaborare cu Ștefan Marițan
- Setea (1961) - asistent decoruri
- Post restant (1962)
- Sub cupola albastră (1962)
- Codin (1963)
- Pași spre lună (1964)
- Politică cu... delicatese (sm, 1964)
- Străinul (1964) - în colaborare cu Guță Știrbu
- Sărutul (1964)
- Gaudeamus igitur (1965)
- Serbările galante (1965) - în colaborare cu Georges Wakevitch și Nelly Merola
- Răscoala (1966)
- Tunelul (1966)
- Șeful sectorului suflete (1967)
- Răpirea fecioarelor (1968)
- Răzbunarea haiducilor (1968)
- Răutăciosul adolescent (1969) - în colaborare cu Rodica Savin
- Baltagul (1969)
- Castelul condamnaților (1970) - în colaborare cu Rodica Savin
- Mirii anului II (1971) - în colaborare cu Willy Holt, Alexandre Trauner și Rodica Savin
- Asediul (1971)
- Atunci i-am condamnat pe toți la moarte (1972)
- Ultimul cartuș (1973)
- Parașutiștii (1973)
- Întoarcerea lui Magellan (1974)
- Un comisar acuză (1974)
- Comedie fantastică (1975)
- Elixirul tinereții (1975)
- Toate pînzele sus (serial TV, 1977)
- Omul de aur (1977)
- Râul care urcă muntele (1977)
- Revanșa (1978) - în colaborare cu Dodu Bălășoiu
- Blestemul pămîntului – Blestemul iubirii (1980)
- Mireasa din tren (1980)
- Întoarce-te și mai privește o dată (1981)
- Capcana mercenarilor (1981) - în colaborare cu Richard Schmidt
- Întoarcere la dragostea dintîi... (1981)
- Năpasta (1982)
- Plecarea Vlașinilor (1983)
- Pe malul stîng al Dunării albastre (1983) - în colaborare cu Guță Știrbu
- O lebădă iarna (1983)
- Al patrulea gard de lângă debarcader (1984)
- Întoarcerea Vlașinilor (1984)
- Horea (1984)
- Încrederea (1986)
- Sania albastră (1987)
- Figuranții (1987)
- Maria și marea (1989)
- Harababura (1991)
- Casa din vis (1992) - în colaborare cu Maria Miu

### Creator de costume
- Politică cu... delicatese (sm, 1964)
- Sărutul (1964)
- Gaudeamus igitur (1965)
- Serbările galante (1965) - în colaborare cu Georges Wakevitch și Nely Merola
- Răutăciosul adolescent (1969) - în colaborare cu Rodica Savin
- Al patrulea gard de lângă debarcader (1984)

## Premii
Scenograful Marcel Bogos a obținut trei premii pentru scenografie ale Asociației Cineaștilor din România (ACIN):
- în 1974 - pentru decorurile la filmele Întoarcerea lui Magellan și Un comisar acuză,[5]
- în 1984 - pentru decorurile la filmul Horea[6] și
- în 1987 - pentru decorurile la filmul Figuranții.[7]